# Elatoides coccidivorus
Elatoides coccidivorus är en stekelart som först beskrevs av William Harris Ashmead 1904.  Elatoides coccidivorus ingår i släktet Elatoides och familjen puppglanssteklar. Inga underarter finns listade i Catalogue of Life.